# 太平洋密光鰓魚
太平洋密光鰓魚（學名：Pycnochromis pacifica）是輻鰭魚綱鱸形目雀鯛科密光鰓魚屬的其中一種，分布於印度太平洋區，從東非到夏威夷群島與皮特凱恩群島, 北至馬里亞納群島, 南至新喀里多尼亞與拉帕島海域，主要分布在大洋島嶼周邊，深度5至56公尺，本魚體呈卵圓形且側扁，整體呈黃褐色，通常沿鱗片有橫向灰色至紫色條紋；背鰭和臀鰭呈棕色，後部有深棕色三角形斑紋，尾鰭呈黃色；胸鰭基部有一個圓形黑色斑點，背鰭硬棘12枚、背鰭軟條12-14枚、臀鰭硬棘2枚、臀鰭軟條12-14枚，體長可達7.6公分，棲息在水質清澈的潟湖、臨海礁石區，通常在洞穴與岩架，成小群活動，以浮游生物為食，繁殖期時會成對出現，具領域性，雄魚會守護魚卵直到卵孵化，可做為觀賞魚。